# Humbert II d'Itàlia
Humbert II d'Itàlia (Racconigi, Regne d'Itàlia 1904 - Ginebra, Suïssa 1983) fou l'últim Rei d'Itàlia. Va ocupar el tron des de l'abdicació del seu pare el mes de maig de 1946 fins al referèndum que proclamà la república el 2 de juny del mateix any.

## Orígens familiars
Va néixer el 15 de setembre de 1904 a la població de Racconigi, situada avui dia a la província de Cuneo, fill del rei Víctor Manuel III d'Itàlia i de la princesa Helena de Montenegro. Fou net per línia paterna del rei Humbert I d'Itàlia i de la princesa Margarida de Savoia-Gènova i per línia materna del rei Nicolau I de Montenegro i de Milena Vukotić.

## Núpcies i descendents
Es casà el 8 de gener de l'any 1930 a la ciutat de Roma amb la princesa Maria Josep de Bèlgica, filla del rei Albert I de Bèlgica i de la duquessa Elisabet de Baviera. La parella tingué quatre fills:
- SAR la princesa Maria Pia d'Itàlia, nascuda a Nàpols l'any 1934. Es casà a Estoril l'any 1955 amb el príncep Alexandre de Iugoslàvia, del qual es divorcià l'any 1966. Es tornà a casar a Florida amb el príncep Miquel de Borbó-Parma.
- SAR el príncep Víctor Manuel d'Itàlia, nascut a Nàpols el 1937. Es casà l'any 1971 a Teheran amb Marina Doria.
- SAR la princesa Maria Gabriela d'Itàlia, nascuda a Nàpols el 1940. Es casà a Eze-sur-Mer el 1969 amb l'aristòcrata hongarès Robert Zellinger de Balkan, del qual es divorcià l'any 1990.
- SAR la princesa Maria Beatriu d'Itàlia, nascuda a Roma el 1943. Es casà el 1971 amb el mexicà Luis Reyna Corvalán, el qual fou assassinat el 1999 a Cuernavaca.

## Hereu al tron
Des del seu naixement fou nomenat Príncep del Piemont i fou educat en la carrera militar. Al mateix temps, fou nomenat comandant en cap de l'Exèrcit del Nord i posteriorment també del del Sud, tot i que el seu rol era merament formal: el comandament real pertanyia a Benito Mussolini.
Seguint la tradició de la Casa de Savoia, es mantingué apartat de les activitats polítiques, essent una excepció d'aquest comportament la reunió que portà a terme a iniciativa pròpia amb Adolf Hitler.
El 1943 la princesa hereva Maria Josep fou involucrada en un seguit de temptatives per aconseguir una pau per separat amb els Estats Units d'Amèrica a través d'un interlocutor vaticà, monsenyor Giovanni Battista Montini, que posteriorment esdevindria papa Pau VI. Els seus intents no portaren a cap solució i ella hagué de partir amb els seus fills a Sarre (Vall d'Aosta), on es mantingueren aïllats de la vida pública.

## Ascens al tron
Després de la caiguda de Benito Mussolini l'any 1943 el rei Víctor Manuel va cedir totes les seves competències constitucionals al príncep del Piemont, qui va ser proclamat Lloctinent General del Regne i fou coronat rei el 9 de maig de 1946 després de l'abdicació del seu pare i l'exili d'aquest cap a Alexandria.
En el seu breu regnat hagué de fer front al referèndum que comportà la dissolució del Regne d'Itàlia, un referèndum que perdé i que comportà la seva abdicació del tron el 13 de juny del mateix any, un regnat de tan sols 33 dies. La victòria del republicanisme, molt ajustada, i la instauració de la República Italiana foren durament criticades per sectors monàrquics; l'argument es basava en el fet que molts partidaris de la monarquia no havien pogut retornar a les seves zones natals i inscriure's pel referèndum. També es parlà de la possibilitat d'importants fraus electorals. El primer ministre Alcide De Gasperi assumí oficialment el càrrec de cap d'Estat.

## Exili

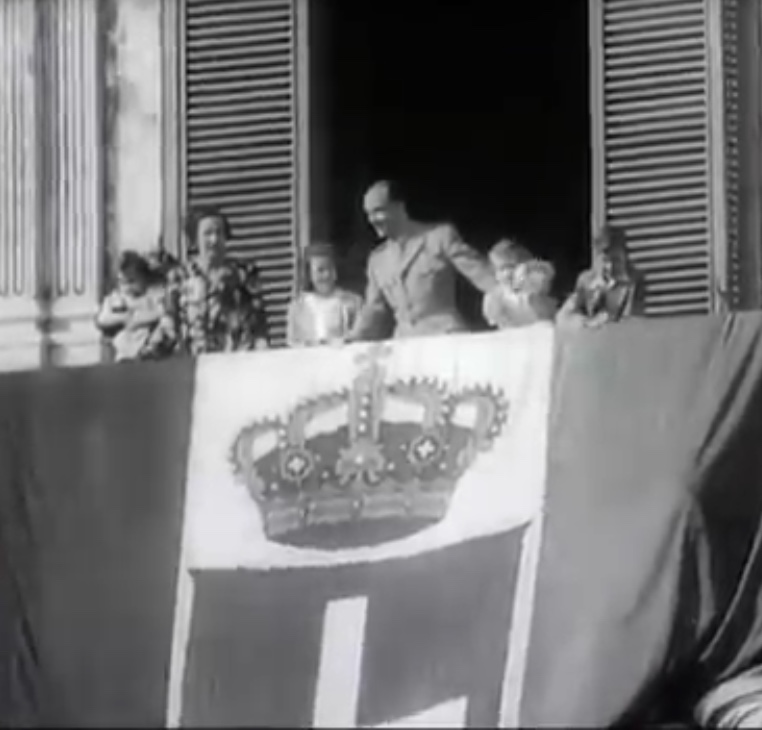
King Umberto II

Humbert II s'instal·là a Portugal, on adqurí una vil·la a Cascais, tot i que la seva esposa s'establí a Suïssa. Les raons de la separació s'han de buscar, segons la insistent rumorologia, amb les tendències sexuals ambigües de l'últim rei italià. Malgrat tot, Maria Josep i Humbert seguiren acudint junts a la majoria dels actes de la reialesa, convertint-se en assidus del paper-couché i en símbols d'elegància i refinament.
Al pocs mesos de marxar a l'exili i amb l'aprovació de la Constitució italiana de 1948, s'imposà l'exili a tots els membres homes de la Casa de Savoia. Aquest exili, que ha estat condemnat per la Cort Penal Internacional, conclogué l'any 2003. Malgrat tot, Humbert no tornà a trepitjar terra italiana mai més. Com a demostració del rígid exili serveixi la següent anècdota: l'any 1954, la reina Frederica de Grècia organitzà una trobada de la reialesa a bord del vaixell Agamemnon. El vaixell, que sortia del port de Nàpols, tenia per destí una visita de deu dies a les illes gregues. La reina havia cursat diverses invitacions a la família reial italiana però pel fet que el vaixell sortia de terra italiana, aquests no s'hi pogueren incorporar fins que aquest arribà a aigües internacionals a través d'un helicòpter.
Al llarg dels anys aparegueren importants discrepàncies entre el rei Humbert i el seu fill, el príncep de Venècia. La predilecció que Humbert sentia pel seu nebot, el príncep Amadeu de Savoia-Aosta, era evident i així havia quedat demostrada al casament del duc d'Aosta amb la princesa Clàudia d'Orleans. Amb la desautorització pública del casament del príncep de Venècia i amb la publicació d'una acta per la qual el rei declarava hereu el duc d'Aosta en lloc del seu fill s'agreujaren fortament les relacions paternofilials. Malgrat tot, sembla que en els últims anys de vida del rei Humbert s'arreglaren les relacions amb el seu fill i hereu.
Humbert morí el 18 de març de 1983 en un hospital de Ginebra a l'edat de 78 anys i fou enterrat a l'Abadia d'Hautecombe. En el seu testament ordenà que l'enterressin amb el segell reial dels Savoia, senyal inequívoc que donava la dinastia per periclitada. També feu donació del Sant Sudari, possessió de la Dinastia Savoia des de 1453, a la Santa Seu. Actualment és conservat a la Catedral de Torí.